# Spermacoce erectiloba
Spermacoce erectiloba är en måreväxtart som beskrevs av Harwood. Spermacoce erectiloba ingår i släktet Spermacoce och familjen måreväxter. Inga underarter finns listade i Catalogue of Life.